# 天龍座φ
天龍座φ，又名BD+71 889，HD 170000、SAO 9084、HR 6920，是天龍座的一颗恒星，视星等为4.22，位于銀經101.88，銀緯28.04，其B1900.0坐标为赤經18h 22m 11.4s，赤緯+71° 28.04′ 5″。